# Вільхівчик (Донецький район)
Вільхі́вчик (до 2016 р. — Новопетрі́вське) — село Амвросіївської міської громади Донецького району Донецької області, Україна.

## Загальні відомості

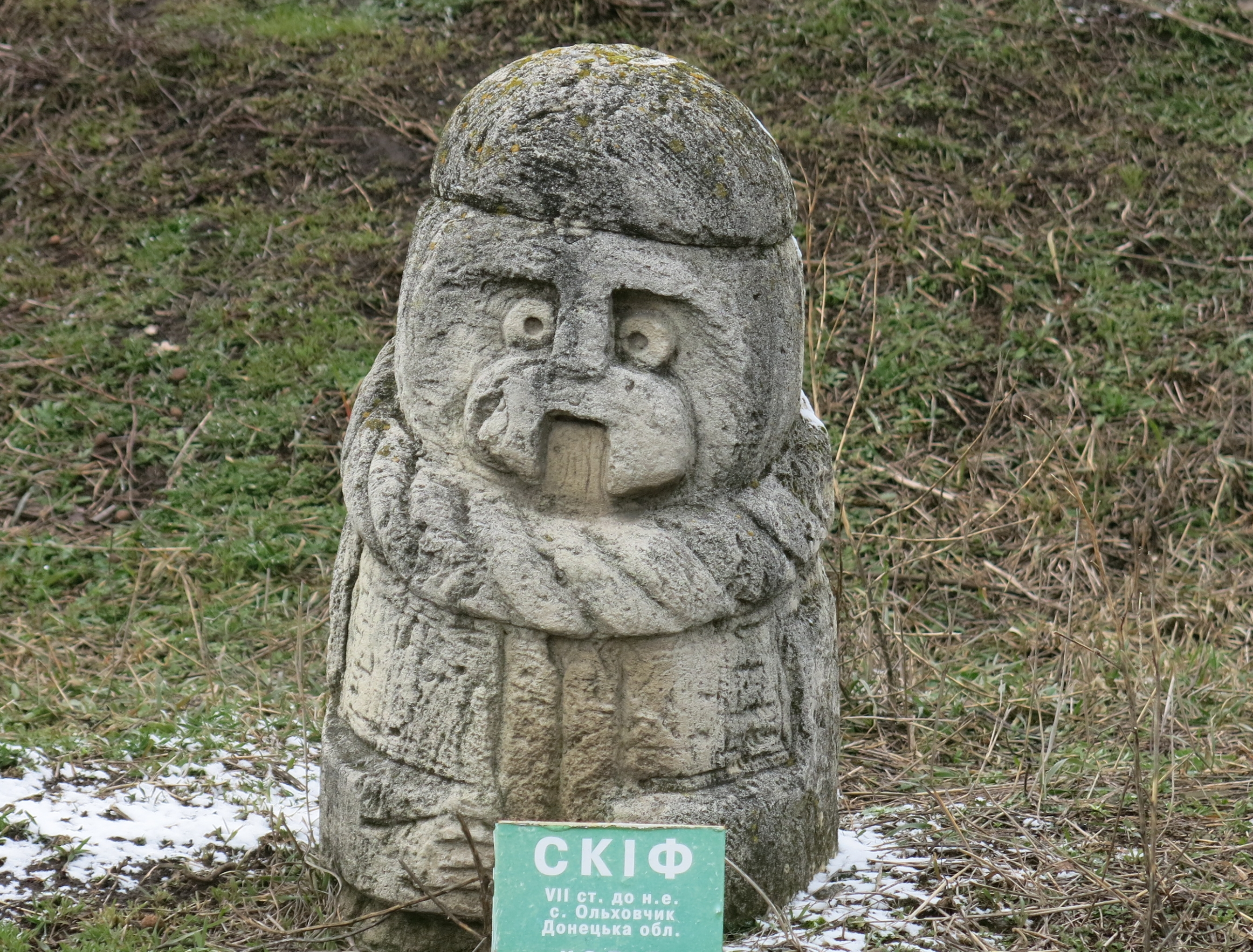
Скіфський воїн знайдений у селі Вільхівчик

Відстань до райцентру становить близько 28 км і проходить автошляхом місцевого значення.
Землі села межують із територією с. Тарани Шахтарського району Донецької області та Куйбишевським районом Ростовської області Росії.
Унаслідок російської військової агресії із серпня 2014 р. Вільхівчик перебуває на території ОРДЛО.

## Історія
Станом на 1873 рік у селищі Маринівської волості Міуського округу Області Війська Донського мешкало 119 осіб, налічувалось 20 дворових господарств, 8 плугів, 7 коней, 30 пара волів, 56 овець.

## Населення
За даними перепису 2001 року населення села становило 125 осіб, із них 80 % зазначили рідною мову українську та 20 % — російську.